# 알렉산드르 수보로프
알렉산드르 바실리예비치 수보로프(러시아어: Алекса́ндр Васи́льевич Суво́ров, 문화어: 알렉싼드르 쑤워로브, 1729년 11월 24일 - 1800년 5월 18일)는 러시아 제국의 군인이다. 근세기에서 가장 뛰어난 군사 지휘관 중 한 명이자, 러시아에서 국민적 영웅으로 여겨지는 인물이다. 그는 림니크 백작, 신성 로마 제국의 백작, 이탈리아 공작, 그리고 러시아 제국의 마지막 대원수였다.
수보로프는 1729년 모스크바에서 태어났다. 그는 소년 시절 군사 역사를 공부했고, 17살에 러시아 제국 육군에 입대했다. 7년 전쟁 중인 1762년 전투에서의 승리 덕택에 그는 중령으로 진급했다. 바르 동맹과의 전쟁 당시 수보로프는 크라쿠프를 점령하고 폴란드 봉기군을 란츠코로나와 스토요비체에서 격퇴시켰고 이는 폴란드 분할의 시작을 알렸다. 그는 대령으로 진급한 뒤 러시아-튀르크 전쟁 (1768년-1774년)에 참전해 코츠루자 전투에서 결정적인 승리를 거두었다. 보병사령관으로 1786년 진급한 이후, 그는 러시아-튀르크 전쟁 (1787년–1792년)을 지휘했고 림니크 전투와 이즈마일 포위전에서 대승했다. 이러한 업적으로 인해 그는 러시아 제국과 신성 로마 제국 양국의 백작이 되었다. 1794년 수보로프는 마치에요비체 전투와 프라가 전투에서 폴란드 봉기군을 패배시킴으로써 코시치우슈코 봉기를 진압할 수 있었다.
예카테리나 2세와 우호적인 관계를 유지했던 수보로프는 그녀의 아들이자 러시아의 왕위 계승권자인 파벨과는 사이가 좋지 않았다. 1796년 예카테리나 2세의 사망 이후 전러시아의 황제로 파벨 1세가 즉위했으며, 파벨 1세는 수보로프가 자신의 명령을 무시했다는 이유로 그를 해임했다. 하지만 프랑스 혁명 전쟁의 동맹군을 돕기 위해 그는 수보로프의 직위를 복귀시킬 수 밖에 없었으며, 파벨 1세는 그를 육군원수로 임명했다. 오스트리아-러시아 연합군을 이끌게 된 수보로프는 밀라노를 점령한 이후 카사노 전투, 트레비아강 전투, 노비 전투에서 프랑스군을 축출했다. 수보로프는 이러한 업적을 인정받아 이탈리아 공작이라는 칭호를 받았다. 그가 지휘하는 러시아군이 연합군을 구원하러 갔다가 프랑스군에 의해 스위스 알프스산맥에 포위되었을 때, 그는 4배나 많은 프랑스군을 상대로 전략적 철수를 성공시켰다. 철수 과정에서 러시아군의 피해는 소소했으며, 그는 이 업적을 인정받아 제4대 대원수가 되었다. 그는 1800년 질병으로 상트페테르부르크에서 사망했다.
수보로프는 러시아 역사상 가장 위대한 사령관 중 한 명으로 고려된다. 그는 러시아를 비롯한 여러 국가에서 훈장과 칭호를 받았다. 수보로프는 승리의 과학이라는 그의 군사적 매뉴얼로도 유명하다. 몇몇 사관학교와 기념물, 마을, 박물관과 훈장이 그를 기리기 위해 만들어졌다. 그는 그가 지휘한 전투에서 패배한 적이 없었다.

## 어린 시절과 경력
수보로프는 모스크바에 있는 외할아버지 페도세이 마누코프(Федосей Мануков; 오룔(Орёл)에서 구베르니야(губерния)에 이르는 땅의 영주이자 표트르 1세(Peter I)의 장교)의 저택에서 노브고로드(Новгород) 귀족 가문의 후예로서 태어났다. 수보로프는 그의 할아버지로부터 옅은 아르메니아 인의 혈통을 물려받기도 하였다.
수보로프는 약 1740년 경 소년의 나이로 군대에 입대하여 핀란드에서 스웨덴에 대항하여 싸운 전쟁에 참여하였다. 그리고 7년 전쟁(1756년 - 1763년)에서는 프로이센군과의 전투에 참여하였다.
계속되는 전투에 참여하여 돋보이는 활약을 보인 수보로프는 1762년 약 33세의 나이로 대령이 되었다.
수보로프는 다음에는 바르 동맹이 결성되자 폴란드에 파견된 부대에 참여하여 카지미에시 푸와스키(Pułaski) 휘하의 폴란드 군을 격파하고 1768년에는 크라쿠프(Kraków)를 함락시켜 오스트리아, 프로이센, 러시아 삼국의 제1차 폴란드 분할로의 길을 확고히 다져놓았고, 그리고 얼마 안가 소장(major-general)으로 승진하였다.
1768년 - 1774년 사이에 벌어진 러시아-투르크 전쟁은 수보로프가 최초로 투르크 군과 싸운 첫 전역으로 이때 수보로프는 1773년 - 1774년 사이에 전쟁에 참가하여 활약하였다. 이때의 전투 중에서 코즐루카 전투가 특기할 만 한다. 이 싸움에서부터 수보로프는 훗날 자신의 명성을 차곡차곡 쌓아가기 시작하였다.
1775년 수보로프는 자신이 차르 표트르 3세라고 주장하며 반란을 일으킨 푸가초프(Пугачев)의 반란을 진압하기 위해 급파되었다. 그러나 수보로프가 반란이 일어난 장소에 도착하였을 때는 휘하의 코사크들에게 배반당해 러시아군에게 체포된 푸가초프에 대한 첫 번째 심문이 이루어지고 있었다. 결국 수보로프는 모스크바로 귀환했다.

## 폴란드와 투르크를 상대로 벌인 작전과 전투

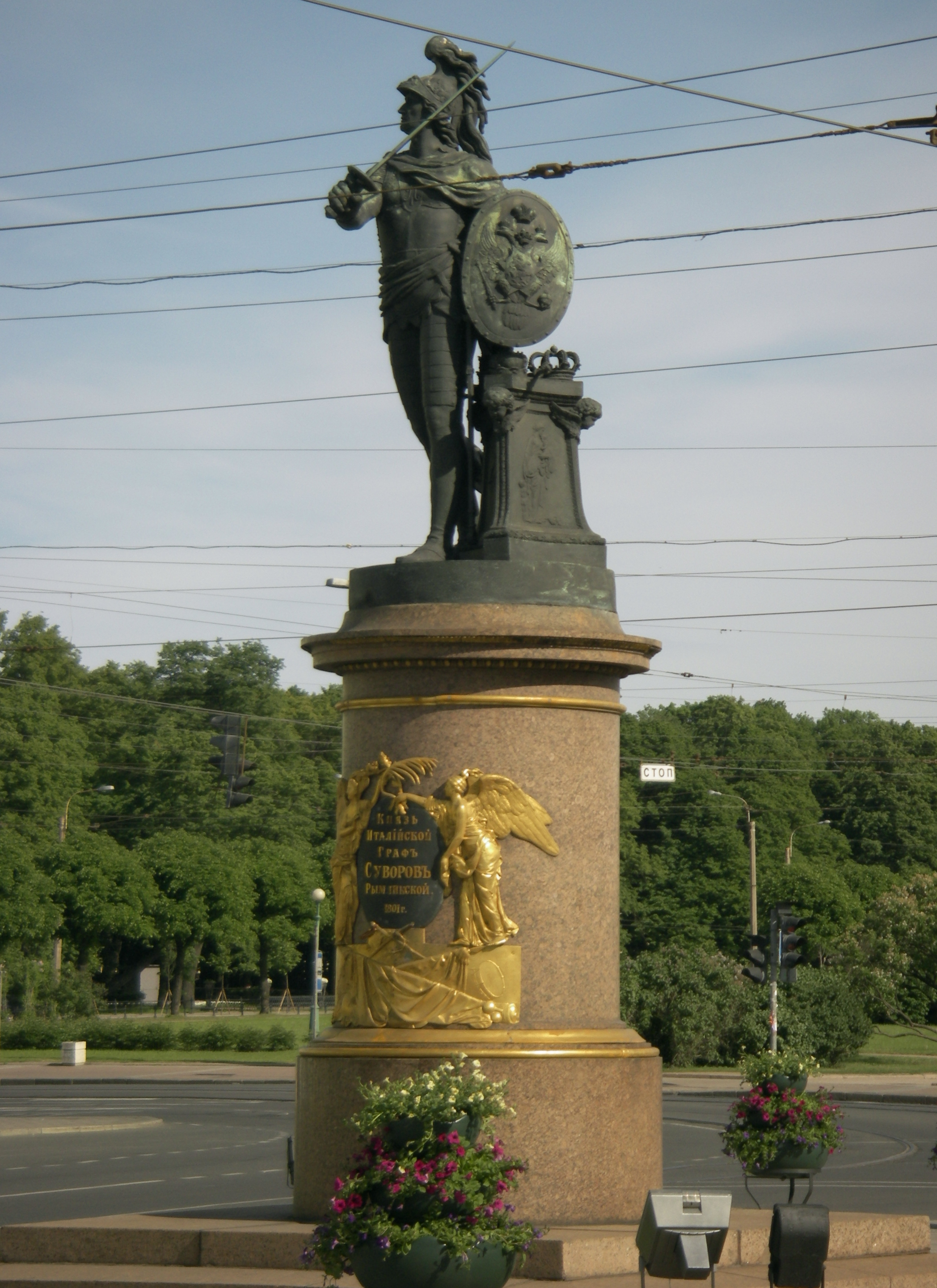
로마 전쟁의 신 마르스의 젊은 형상을 갖춘 수보로프 기념비. 미하일 코즐로비스키 (1801).

1777년부터 1783년까지 수보로프는 크림반도와 코카서스에서 부대의 지휘를 맡았으며 1780년 중장(lieutenant general)이 되었다. 그리고 1783년 크림과 코카서스에서 자신의 역할을 다한 후에 보병 대장이 되었다.
1787년에서 1791년 사이 수보로프는 1787년에서 1792년 사이에 벌어진 러시아-튀르크 전쟁에 참여하여 무수한 승리를 거두었다. 수보로프는 1787년 벌어진 킨부른 전투에서 두 번의 부상을 입었으나 승리하였고, 오차코프를 함락시켰다. 그리고 1788년에는 각각 림니크 강과 폭샤니에서 두 번의 위대한 대 승리를 거두었다.
이 두 번의 전투에는 모두 작센-코부르크의 요시아스 공 휘하의 오스트리아 군단이 참여하였지만, 림니크 전투에서는 수보로프가 연합군의 총지휘를 맡았다.
림니크에서의 대승 이후 예카테리나 대제는 수보로프를 "림닉스키"(Рымникский)의 백작으로 서임하고 이를 수보로프의 이름에 덧붙이게 하였다. 그리고 오스트리아의 요제프 2세는 수보로프를 신성로마 제국의 백작으로 서임하였다.
1790년 11월 22일 수보로프는 난공불락이라 이름 높은 베사라비아의 이스마일(Ismail) 요새를 함락시켰다. 요새 안의 투르크군은 끝까지 버티며 러시아군의 최후통첩을 거부하였다. 이스마일 함락은 오스만 제국 쇠락의 대단원이었으나 러시아에게 있어서는 영광스러운 국가 "승리의 천둥소리를 울려라(Гром победы, раздавайся!)가 울려퍼진 날이었다.
수보로프는 1791년 서투른 쿠프레(куплет;대구를 이루는 시)를 지어 예카테리나에게 이스마일이 함락되었음을 보고하였다. 러시아군은 이스마일에 돌입하여 집에서 집으로, 방에서 방으로 몰아붙여 요새에 있던 모든 무슬림 남자, 여자, 아이들을 통제되지 않은 상태로 3일에 걸쳐 학살하였다. 이로 인해 약 40,000명이 학살당했고, 겨우 수백 명만이 포로가 되었다. 훗날 수보로프는 영국인 여행자와 만나 이 학살이 일어났을 때 막사로 돌아가 눈물을 흘렸다고 말했으나 이 말은 거짓일 가능성이 높다.
오스만 제국과의 평화협정이 맺어진 후 얼마 안 있어 수보로프는 폴란드로 파견되어 군단 중 하나의 지휘를 맡아 마치에요비체 전투에 참여하여 폴란드 군 총사령관 타데우시 코시치우슈코(Tadeusz Kościuszko)를 포로로 잡았다. 1794년 11월 4일 수보로프 휘하의 부대는 바르샤바(Warsaw)를 강습하고 폴란드의 자치도시중 하나인 프라가(Praga)를 함락시켰다. 프라가에서 약 2만의 시민들이 학살당했고, 이로 인해 폴란드군의 저항의식이 무너지고 말았다. 결국 얼마 안 있어 코시치우슈코 반란(the Kościuszko Uprising)은 끝을 맺고 말았다. 일부 자료에 따르면 학살은 코사크 인들로 이루어진 독립부대의 독단으로 이루어진 것이며 수보로프의 직접적인 책임은 아니라고 한다. 이 러시아 장군은 아마 학살을 멈추려고 했으며 비스툴라 강(Vistula river)을 건너 바르샤바로 향하는 다리를 폭파시키라는 명령까지 내려 폭력이 교외에서 바르샤바까지 퍼져나가는 것을 저지하려 하였다고 한다. 다른 역사가들은 이러한 주장, 에 반박하며 수보로프에게 학살의 책임이 있다고 주장하나 과연 수보로프가 학살을 독려하였는지? 아니면 막으려 했는지 확실한 사료가 남아있지 않다. 수보로프는 그럼에도 불구하고 일반적으로 허가되는 기간보다 더 오랜 기간 동안 도시를 약탈하는 것을 허용하였는데 이는 아마도 제대로 통제되지 않은 코사크들에게 약탈을 허용함으로써 그들의 욕망을 채워줘서 통솔하게 하려 했던 것으로 보인다.
아무튼 이 러시아 사령관은 정부에 다음과 같은 세 단어로 이루어진 보고서를 보냈다고 한다. "만세, 바르샤바는 우리의 것이다, 수보로프(Ура! Варшава наша!)" 러시아의 여제는 똑같이 간단한 답장을 보냈다고 한다. "만세, 야전원수"(Ура! Фельдмаршал Суворов!)" 이제 야전 원수로 임명된 수보로프는 1795년까지 폴란드에 머무르고 있다가 상트페테르부르크로 귀환하였다. 그러나 그의 주군이자 친우이기도 했던 예카테리나는 1796년에 사망하였고, 예카테리나의 아들이자 후계자인 파벨 1세(Paul I)는 노장 수보로프를 불명예스럽게 해임하였다.

## 수보로프의 이탈리아 원정

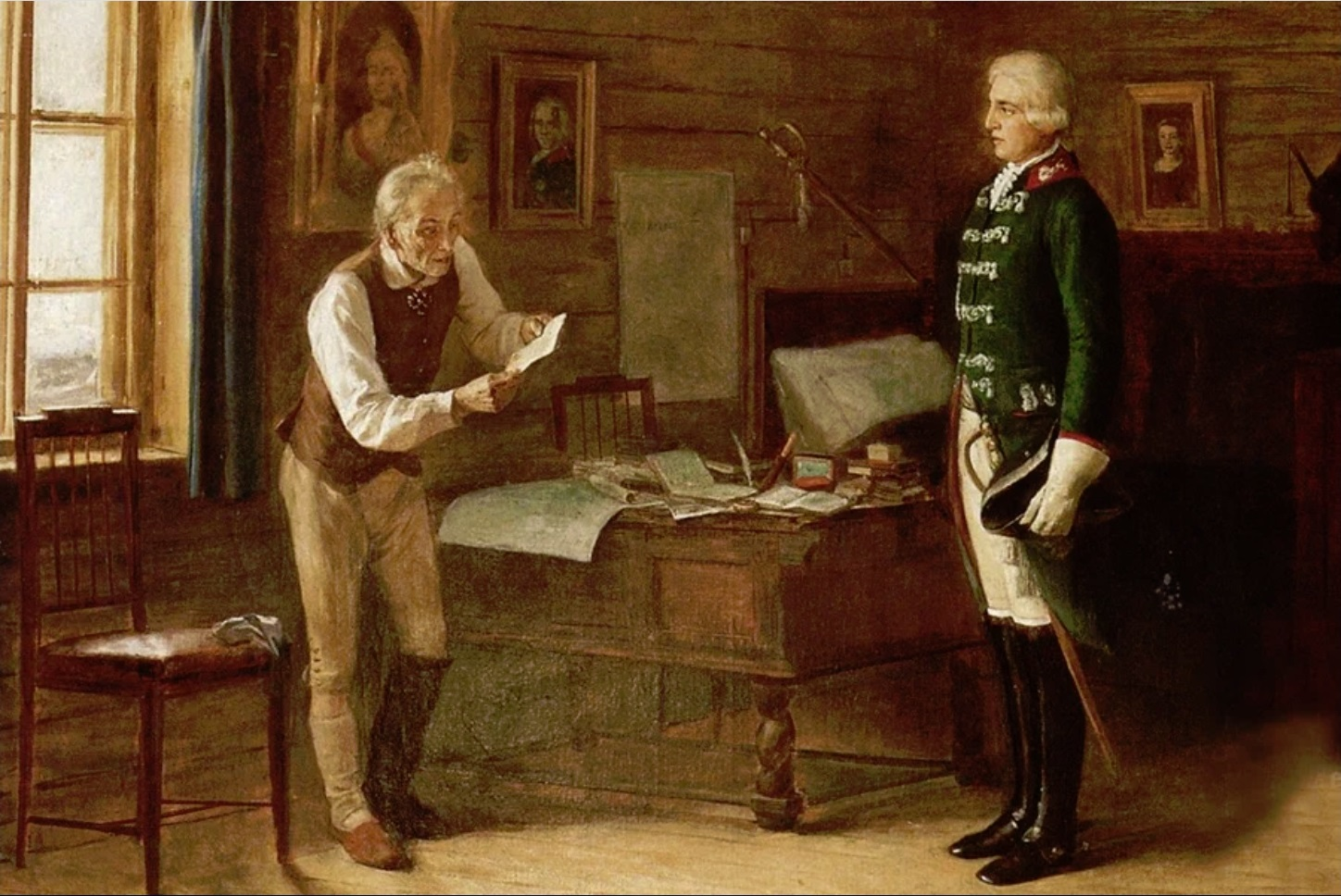
은거한 수보로프에게 나폴레옹에게 대항하여 러시아 군을 이끌라는 황제의 명령서가 도착한다..

수보로프는 몇 년 동안 보로비치 근교에 있는 콘찬스코에에서 은거하였다. 수보로프는 황제가 선포한 새로운 전술과 군복에 대하여 비난하였는데, 이러한 수보로프의 비난이 차르 파벨의 귀에까지 들어갔다. 이로 인해 수보로프의 일거수일투족은 감시하에 들어갔고, 모스크바에 남아있던 아내-수보로프의 결혼생활은 행복하지 않았다.-와의 서신 교환 역시 정부의 엄중한 감시 하에 들어갔다.
수보로프는 일요일에는 교회의 종을 울리며 전원 마을의 코러스에서 성가를 부르고, 주일동안에는 작업복을 입고 농부들과 함께 일을 했다고 기록되어 있다. 그러나 1799년 2월 황제 파벨 1세는 수보로프를 다시금 전장으로 소환하였다. 수보로프에게 맡겨진 임무는 이탈리아에서 군세를 지휘하여 프랑스 혁명을 저지하는 것이었다.
전역은 수보로프의 승리(카사노 다다, 트레비아, 노비)으로 시작되었다. 수보로프의 승리로 궁지에 몰린 프랑스 정부는 이제는 소수밖에 남지않은 지중해 근교의 알프스와 제노바 근교를 방어를 담당한 모로휘하의 이탈리아 원정군을 철수시켰다. 수보로프는 자신의 노력으로 사르데냐 왕으로부터 "사보이아 왕가의 공작"이라는 칭호를 받았다.

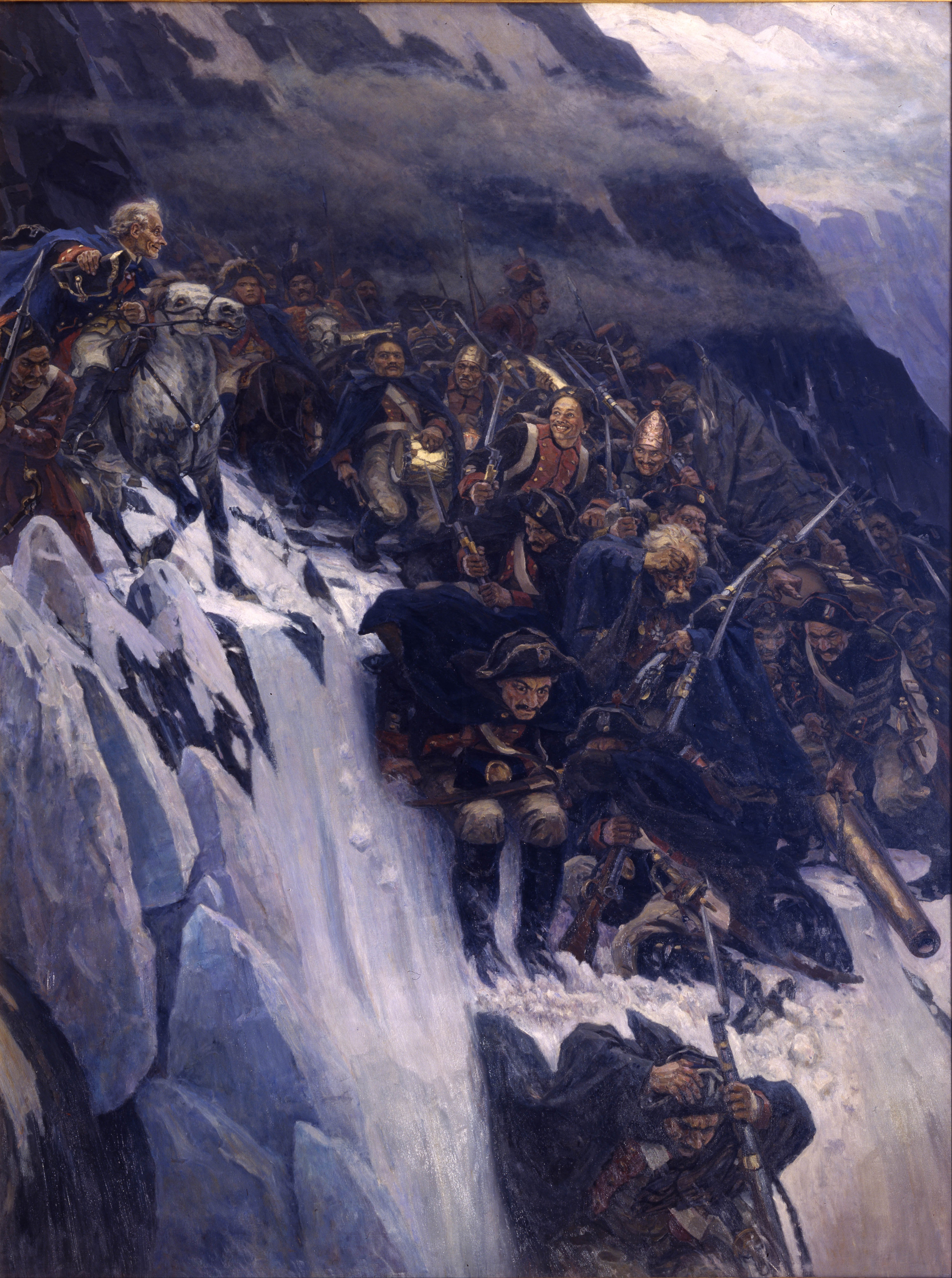
1799년 알프스를 넘는 대원수 수보로프와 러시아 군대.

그러나 이듬해 일어난 일련의 사건들은 러시아군에게 안 좋게 돌아가고 있었다. 코르사코프(Korsakov) 장군 휘하의 러시아군은 취리히에서 마세나에게 패하였다. 오스트리아군에게 배신당한 늙은 야전 원수는 넝마가 되고, 말과 대포도 부족한 휘하의 병사들로 하여금 겨울을 보내게 하기 위해 포어아를베르크(Vorarlberg)로 퇴각기로 결심하고 스위스를 넘어 라인강 상류로 향하는 길을 찾기 시작했다. 수보로프가 휘하의 병사들을 이끌고, 눈 덮인 알프스를 건너는 동안 프랑스군이 따라붙었지만 섣불리 수보로프를 공격할 수 없었고, 결국 그냥 물러나고 말았다. 수보로프는 놀라운 전략적인 움직임을 보여주었는데 이는 한니발의 활약에 뒤떨어지지 않을 정도였고, 이로 인해 수보로프는 4번째 러시아의 대원수(генералиссимус)가 되었다. 수보로프는 러시아에서 개선식을 거행할 수 있다는 약속을 공식적으로 받았으나 궁정음모로 인해 파벨 1세는 수보로프의 개선식을 취소하였다.
1800년 초엽에 수보로프는 상트페테르부르크로 귀환하였다. 파벨 1세는 수보로프와 만나는 것을 거절하였다. 이윽고 기진맥진하고 병에 걸린 노장은 며칠 후인 5월 18일 상트페테르부르크에서 사망하고 말았다. 영국의 대사인 휘트워스 경과 러시아 시인 데르자빈만이 장례식에 참여한 사람들 중 특기할 만한 사람들이었다.
수보로프는 알렉산드르 네프스키 수도원에 있는 성수태 교회에 묻혔다. 그의 무덤의 비석에는 수보로프가 유언한 대로 "수보로프가 여기 누워있다."라는 간단한 글이 적혀있다. 그러나 그가 죽은후에 차르 알렉산드르 1세는 마르스 광장에 수보로프를 기념하는 거대한 조각상을 건립하였다.

## 후계자와 칭호

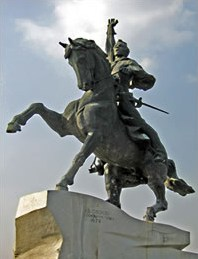
1792년 트란스니스트리아의 수도 티라스폴의 중앙 광장에 세워진 수보로프 기마상.

수보로프의 풀 네임과 칭호(러시아의 발음에 따라) 직위, 훈장들은 다음과 같다. 알렉산드르 바실리에비치 수보로프, 이탈리아 공작, 림니크 백작, 신성로마제국의 백작, 사르디니아의 공작, 러시아의 육군과 해군의 대원수, 오스트리아와 사르디니아군의 야전원수. 수보로프는 6번의 치명적인 부상을 당했다. 그는 최초로 사도라 불린 성 안드레이 훈장을 수여받았으며, 성 게오르그 훈장의 승전 일등급을 수여받았다. 그리고 성 블라디미르 훈장 일등급을 수여받고, 성 알렉산드르 네프스키 훈장, 성 안나 훈장 일등급을 수여받았다. 또 예루살렘의 성 요한 훈장의 그랜드 크로스를 수여받았으며 오스트리아에서는 마리아 테레지아 훈장, 프로이센에서는 검은 독수리 훈장, 붉은 독수리 훈장 푸르르메리테 훈장을 수여받았다. 사르데냐에서는 숭배하는 성 마우리스와 라자르스 훈장, 바바리아에서는 성 퀴베르, 황금의 리오네스 훈장을 받았다. 또 프랑스에서는 카르멜리테 성모 마리아와 성 라자루스 연합 훈장을, 그리고 폴란드에서는 백독수리 훈장(Order of the White Eagle)과 성 스타니슬라우스 훈장을 받았다.
수보로프의 아들 아르카디 수보로프(Аркадий Суворов 1783 - 1811)는 19세기 초반에 나폴레옹과 투르크와의 전쟁에서 러시아군에서 장교로 활약하였으며 그의 아버지를 유명하게 해준 바로 그 강인 림니크 강에서 익사하고 말았다. 수보로프의 손자 알렉산드르 아르카디에비치(Александр Аркадьевич 1804 - 1882)는 1848년에서 1861년에는 리가, 1861년에서 1866년은 상트페테르부르크의 군정관을 맡아 활약하였다.

## 평가

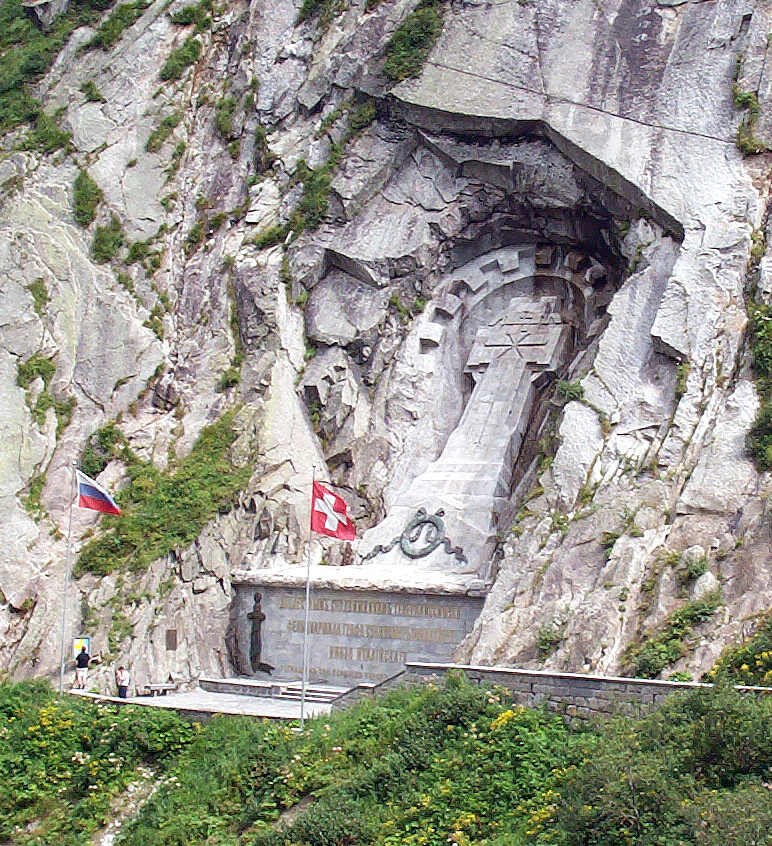
스위스 알프스산맥에 있는 수보로프 기념비

러시아에서 수보로프는 어느 시기에서든 뛰어난 전략적 식견을 지닌 위대한 지도자로서 추앙받았다. 수보로프는 러시아 국내에서 위대한 지도자의 상징으로 여겨졌고, 수보로프의 리더쉽은 러시아 장병들의 귀감으로 여겨졌다. 전쟁의 외교의 일부가 되었던 시기에 수보로프는 군사적 행동이라는 진정한 전쟁의 의미를 일깨웠다. 수보로프는 간단한 작전을 위대하게 사용하였다. 전장에 있을 때는 일반병사처럼 검소한 생황을 하였고, 짚단위에서 몸을 누이고 부족한 급료에도 만족하였다. 그러나 그는 서서히 군사적 변화를 일구어 내었다.
미르스키에 따르면 수보로프는 "통신에 주의를 기울였으며, 그날 그가 내린 명령이 제대로 전달되는지에 신경을 썼다. 이러한 명령서들은 아주 조직적이고 기대하지 않았으나 효과적인 영향을 끼쳤다. 수보로프의 명령서의 문체는 신경질적이나 단순한 문장으로 이루어져 효과적이며 섬광과 같은 영향을 끼쳤다. 수보로프의 공식보고서는 인상적이고 효과적인 문체로 이루어져 있었다. 수보로프의 작문은 그의 전술이 프리드리히 대왕이나 말버러 공작의 전술과 다르듯 일반적으로 당대에 통용되는 문체와도 확실히 구별되었다."
그의 풍자는 일생동안 많은 적을 만들었다. 수보로프는 무능한 인간들을 경멸하였으며 장식에나 쓰일 법한 기사들을 무시하였다. 그러나 수보로프의 빈정거리는 성품은 그의 활약으로 별로 드러나지 않았다. 수보로프의 군사적 재능은 그 당시에는 러시아군이 제대로 사용하지 못할 정도로 뛰어났으며, 후에도 계속 영향을 끼쳤다. 러시아군은 1904년에서 1905년에 벌어진 러일 전쟁에서처럼 자기희생적 정신, 인명손실에 대한 경시와 같은 수보로프가 투르크와의 전쟁에서 보여주고 형성된 귀중한 유산들을 너무 글자 그대로 답습하는 모습을 보여주었다. 미하일 이바노비치 드라고미로프는 자신은 수보로프의 훈련방식에 따라 배웠으며, 수보로프야말로 전쟁의 본질과 러시아의 군사력의 기초를 이루고 있다고 평가하였다.
상트페테르부르크에서 수보로프의 사망 100주년을 기념하는 의미에서 수보로프 박물관이 건설되었다. 상트페테르부르크와 조금 떨어진 곳인 오차코프와 폭샤니에 1907년 수보로프의 기념비가 세워졌고, 이후 세바스토폴, 이즈마일, 툴친, 코브린, 노바야라도가, 헤르손, 티마노브카, 심페로폴, 칼리닌그라드, 콘차스코예, 림니크(, 그리고 스위스 알프스산맥등 각지에 동상들이 건립되었다. 1942년 7월 29일 구소련 최고 간부회의는 수보로프 훈장을 신설했으며, 이는 압도적인 적에 대항하여 성공적인 공세를 펼친 이들에게 수여되었다. 불가리아 바르나 주에는 수보로프의 이름을 딴 수보로보 마을이 존재한다.

## 더 읽어보기
- Anthing, Versuch einer Kriegsgeschichte des Grafen Suworow (Gotha, 1796 - 1799)
- F. von Smut, Suworows Leben und Heerzüge (Vilna, 1833—1834) and Suworow and Polens Untergang (Leipzig, 1858,)
- Von Reding-Biberegg, Der Zug Suworows durch die Schweiz (Zürich 1896)
- Lieut.-Colonel Spalding, Suvorof (London, 1890)
- G. von Fuchs, Suworows Korrespondenz, 1799 (Glogau, 1835)
- Souvorov en Italie by Gachot, Masséna's biographer (Paris, 1903)
- The standard Russian biographies of Polevoi (1853; Ger. trans., Mitau, 1853); Rybkin (Moscow, 1874), Vasiliev (Vilna, 1899), Meshcheryakov and Beskrovnyi (Moscow, 1946), and Osipov (Moscow, 1955).
- The Russian examinations of his martial art, by Bogolyubov (Moscow, 1939) and Nikolsky (Moscow, 1949).
- "1799 le baionette sagge" by Marco Galandra and Marco Baratto (Pavia, 1999).
- "SUVOROV - La Campagna Italo-Svizzera e la liberazione di Torino nel 1799" by Maria Fedotova ed. Pintore (Torino, 2004).